# Droga krajowa B413 (Niemcy)
Droga krajowa 413 (niem. Bundesstraße 413) – niemiecka droga krajowa przebiegająca  na osi północny wschód - południowy zachód od drogi B42 w Bendorf do drogi B414 w Nachenburg w Nadrenii-Palatynacie.

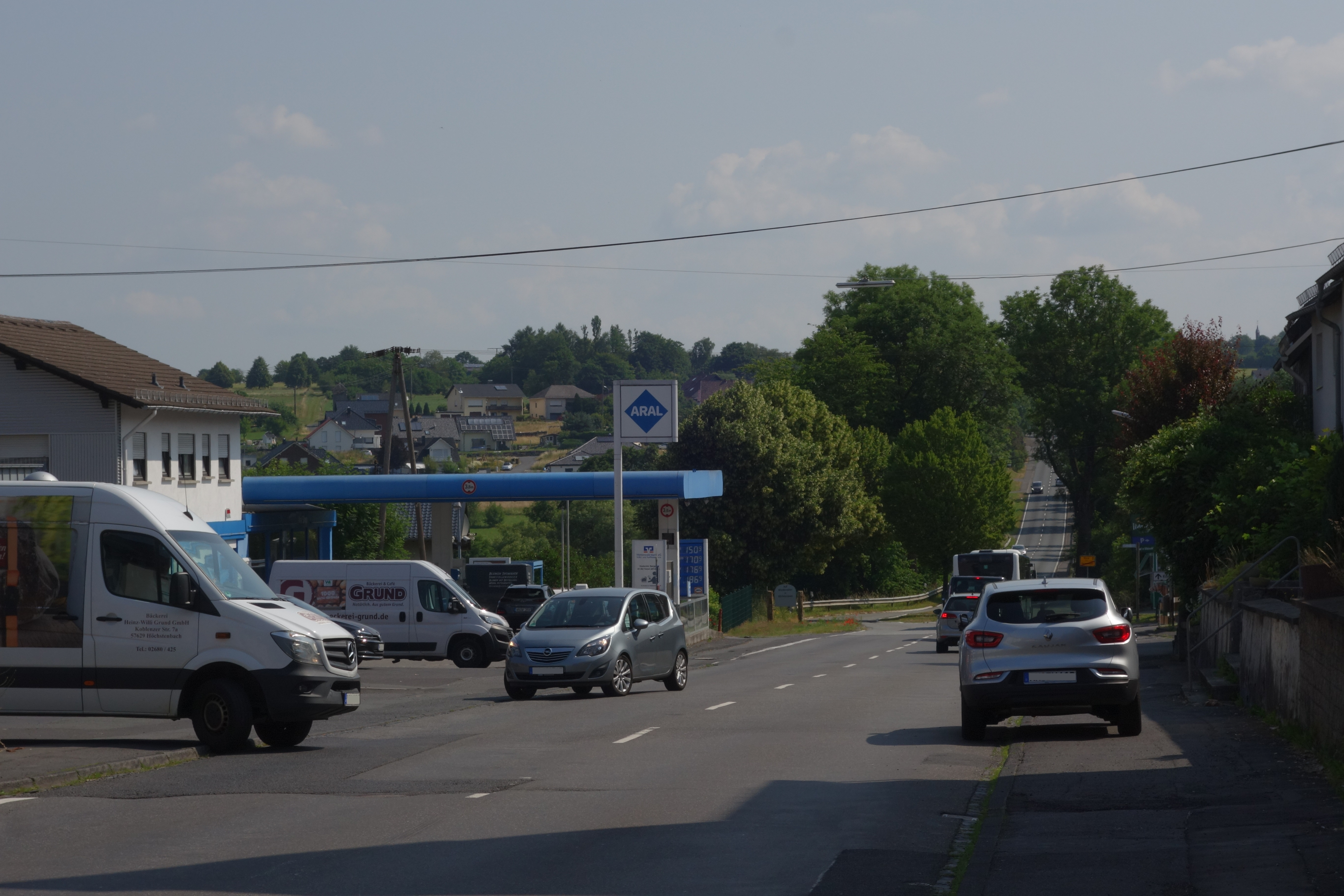
B 413 na wschodnich obrzeżach Höchstenbach w kierunku Wied